# Озеров, Андрей Леонидович
Андре́й Леони́дович О́зеров (род. 1955, Москва, СССР) — российский энтомолог, специалист по двукрылым (особенно мухам семейств Sepsidae и Piophilidae).

## Биография
Родился в Москве. Работал в Институте тропической медицины, а с 1980 года — в Зоологическом музее МГУ. Окончил биологический факультет МГУ в 1981 году, где учился на кафедре энтомологии. В 1988 году под руководством Нины Александровны Тамариной защитил кандидатскую диссертацию на тему «Некробионтные двукрылые (Diptera) лесов юга Дальнего Востока СССР». С 1992 года заведует сектором энтомологии Зоологического музея МГУ. Участвовал во многих экспедициях по Дальнему Востоку, Туркменистану и Северному Кавказу. Описал более 120 видов. Автор более 170 публикаций.

## Публикации
- Iwasa M., Zuska J., Ozerov A. L. The Sepsidae from Bangladesh, with description of a new species (Diptera) (англ.) // Japanese Journal of Sanitary Zoology : journal. — 1991. — Vol. 42, no. 3. — P. 229–234.
- Озеров А. Л. Новый род и три новых вида муравьевидок (Diptera, Sepsidae) из Вьетнама // Зоологический журнал : журнал. — 1992. — Т. 71, № 3. — С. 147—150.
- Ozerov A. L., Meier R. A key to the larvae of the Palaearctic genera of the Sepsidae (Diptera: Cyclorrhapha) (англ.) // Annales de la Société Entomologique de France : journal. — 1995. — Vol. 31, no. 3. — P. 259–283.
- Ozerov A. L. Studies of Afrotropical Sepsidae (Diptera). I. A revision of the genus Afrosepsis Ozerov (англ.) // An International Journal of Dipterological Research : journal. — 1999. — Vol. 10, no. 1. — P. 59–66.
- Озеров А. Л. Мухи-муравьевидки (Diptera, Sepsidae) фауны России. — М.: Издательство Московского университета, 2003. — 182 с. — ISBN 5-0134-8647.
- Ozerov A. L. On the Pallopteridae (Diptera) of Tajikistan, with a description of a new species (англ.) // Studia dipterologica : journal. — 2009. — Vol. 16, no. 1/2. — P. 69–72.
- Ozerov A. L., Krivosheina M. G. Types of Scathophagidae (Diptera) at the Zoological Institute of Russian Academy of Sciences, St Petersburg (англ.) // Zoosystematica Rossica : journal. — 2013. — Vol. 22, no. 1. — P. 141–149.
- Ozerov A. L. A new genus and three new species of the family Sepsidae (Diptera) from China and Vietnam (англ.) // Russian Entomological Journal : journal. — 2012. — Vol. 21, no. 1. — P. 113–116. Архивировано 14 мая 2021 года.
- Ozerov A. L. Family Piophilidae (Cheese skippers) (англ.) // Fauna Entomologica Scandinavica : journal. — 2015. — Vol. 44. — P. 603–606.
- Багачанова А. К., Овчинников А. Н., Озеров А. Л. К фауне Scathophagidae (Diptera) Якутии // Энтомологическое обозрение : журнал. — 2016. — Т. 95, № 3. — С. 610—622.
- Озеров А. Л. A Contribution to the fauna of the genus Meroplius Rondani, 1874 (Diptera: Sepsidae) of the Australasian/Oceanian region (англ.) // Zootaxa : журнал. — 2018. — Vol. 4438, no. 1. — P. 195—200.